# Ismene ringens
Ismene ringens là một loài thực vật có hoa trong họ Amaryllidaceae. Loài này được (Ruiz & Pav.) Gereau & Meerow mô tả khoa học đầu tiên năm 1993.